# So Natural
| Críticas profissionais | Críticas profissionais |
| Avaliações da crítica  | Avaliações da crítica  |
| Fonte                  | Avaliação              |
| ---------------------- | ---------------------- |
| allmusic               | [ 1 ]                  |

So Natural é o terceiro álbum da cantora inglesa Lisa Stansfield. O álbum não foi lançado nos Estados Unidos e a repercussão mundial, no quesito "vendas' foi pífio, alcançando certificado apenas no Reino Unido, disco de platina, por mais de 300 mil cópias vendidas.
O álbum é mais lembrado devido ao single: "In All the Right Places",que foi trilha sonora do filme "Proposta indecente" estrelado pela atriz americana Demi Moore e Robert Redford. A música não chegou a fazer grande sucesso, mas foi nomeada como "Pior Canção Original" na premiação: "Framboesa de Ouro". A versão do filme é diferente da versão do álbum, sendo a primeira mais lenta e menos comercial.
O álbum trouxe também a sonoridade já explorada por Lisa nos discos anteriores (soul,pop e R&B), com um tom mais moderno, utilizado na época. Em 2003, o álbum foi remasterizado e foram adicionadas mais 3 faixas.

## Faixas
1. "So Natural" - 5:05
2. "Never Set Me Free" - 5:00
3. "I Give You Everything" - 4:40
4. "Marvellous & Mine" - 4:14
5. "Goodbye" - 4:35
6. "Little Bit of Heaven" - 4:27
7. "Sweet Memories" - 5:32
8. "She's Always There" - 5:04
9. "Too Much Love Makin'" - 4:34
10. "Turn Me On" - 4:39
11. "Be Mine" - 4:32
12. "In All the Right Places" - 6:03
13. "Wish It Could Always Be This Way" - 4:43

## = Bonus da versão remasterizada de 2003
- (14) "Gonna Try It Anyway" - 4:00
- (15) "Dream Away" (duet with Babyface) - 4:38
- (16) "So Natural" (No Presevatives Mix by Roger Sanchez) - 6:42